# Bolesna braća
Bolesna braća je jedna od najpoznatijih hrvatskih hip hop skupina iz Zagreba, a čine ju reperi Baby Dooks (David Vurdelja) i Bizzo (Pero Radojčić).

## Djelovanje
Bolesna braća su svoje djelovanje započeli pod nadimkom "Sick Rhyme Sayazz" (u doslovnom prijevodu: "oni koji govore bolesne rime") kojeg su 2000. postupno napuštali kako bi zatim počeli producirati i nastupati pod sadašnjim nadimkom.
Kao i Tram 11, debitirali su na hip-hop kompilaciji Blackout Project: Project Impossible pjesmom "One-O-One". Album je objavljen 1997. pod patronatom emisije Blackout Rap Show zagrebačkog Radija 101, a za "One-O-One" napravljen je i spot u režiji Tomislava Fiketa. Za njihovu prvu službenu pjesmu "Blowin' Up Your Sector" na kojem gostuje D'Knock snimljen je spot u režiji Zorana Peze, a isti je na godišnjoj top listi Hit Depo-a '97. bio na sjajnom desetom mjestu. Kao bonus pjesma, "Blowin' Up Your Sector" nalazi se na njihovom prvom albumu Lovci na šubare.
Zbog svojih originalnih i duhovitih rima, ali i spretnih producentskih zahvata, Bolesna braća česti su gosti na albumima drugih glazbenika. Jedan od prvih koji su prepoznali njihovu kvalitetu bio je Dino Dvornik na čijem su albumu Enfant terrible gostovali u pjesmi "Fjaka".
Kao što je to uobičajeno među reperima, Bolesna braća najčešće surađuju s kolegama glazbenicima koji djeluju u istom glazbenom žanru. Tako se Bizzo i Baby Dooks pojavljuju u Renmanovoj pjesmi "Stilska mafija" i na albumu Nereda i Stoke Spremni za rat; Baby Dooks kao producent i gost u pjesmama "Zeleno, zeleno" i "Porno", a Bizzo u pjesmi "199 deva".
Osobito valja istaknuti suradnju sa skupinom Tram 11 na njihovom nadasve hvaljenom debut albumu Čovječe ne ljuti se, točnije u prvoj pjesmi "Malu na stranu" te u hit pjesmi "Lagana Tema (Znate Kak' Se Furamo)" s kompilacije Lagano Lagano 2 godine kasnije. Na istoimenom albumu skupine Divas, Baby Dooks se pojavljuje kao producent, a u pjesmi "Euforija" daje i svoj vokalni doprinos.
Kao dodatan talenat ovog svestranog dvojca, valja istaknuti izradu TV špica, primjerice one za HTV-ovu emisiju Iznad obruča. Velika većina će ih svakako još dugo pamtiti po službenoj Coca-Colinoj himni "Zabi gol" hrvatske reprezentacije za Svjetsko nogometno prvenstvo u Francuskoj.
Strani hip-hoperi također poznaju i priznaju rad Bolesne braće. Za vrijeme gostovanja Das EFX-a, Jeru The Damaja i OC & BIG L-a u Hrvatskoj, Bolesna braća bili su predgrupa, a zajedno s Tram 11 kao predgrupa nastupili su i na tada održanom koncertu skupine Public Enemy u Ljubljani.
Nakon višemjesečnog snimanja i dugotrajnog najavljivanja, Bolesna braća su početkom srpnja 2000. objavili svoj samostalni debitirajući album Lovci na šubare. Prva pjesma s albuma bila je svima dobro znana i vrlo popularna duhovita zezalica "Čiča miča" koja je još početkom godine velikom brzinom osvojila eter. Druga pjesma koja je također postala veliki ljetni hit su "Lovačke priče". Krajem kolovoza snima se i spot za ovu pjesmu i to u režiji Gorana Kulenovića koji je režirao i otkačeni prvi spot "Čiča miča".
Duhovite rime na albumu Lovci na šubare plod su (bolesne) mašte Bizze i Baby Dooksa, a producirali su ih mladi, izuzetno talentirani producenti Koolade (4 pjesme) i Dash (4 pjesme), inače zaslužni za kompletnu produkciju prvog albuma grupe Tram 11, te sam Baby Dooks (5 pjesama). Po jednu pjesmu na albumu producirali su DJ Frx i D'Knock, svoj su vokalno-tekstualni doprinos dali Tram 11, DJ Phat Phillie i Nered, a skitove je napravio poznati londonski DJ 279.
Ovaj se album doista ne isplati "pržiti" ili presnimavati jer samo izvorna inačica CD-a i kasete u omotu sadrži fantastični "lovački rječnik" kojim "lovci" Bizzo i Baby Dooks djelomično objašnjavaju značenje svojih bolesnih umotvorina, tako da biste bez tog integralnog dijela albuma ostali prikraćeni za razumijevanje ključnih izraza kao što su "tokofulihafner", "čibukarica" ili "šlikerdund".
I dok se njihovi zagrebački "kolege po mikrofonu" (termin Srđana Brajčića) uglavnom bave socijalnim temama i obračunavaju se s mafijom, kriminalom i siromaštvom, Bolesna braća nude svoj veseliji pogled na svijet. Daleko od toga da zatvaraju oči pred evidentnim problemima našeg društva. Dakako, u pjesmi "Ozbiljna" kažu kako nas je već stigao sudnji dan, dok u "Nuklearnoj" duhovito ali i sarkastično opisuju kako se godine 2001. poslije nukelearne katastrofe "ono malo preživjelih poluljudi bori za opstanak". No, evidentno je da se braća puno bolje snalaze u seks terminologiji okruženi hrpom lijepih žena ("....Bolesna braća jako vole seks, daju keks svakoj dabrici što pije to na eks...").
U svakom slučaju, Bizzo i Baby Dooks su na najboljem putu da postanu narodni junaci urbane suvremene mlađe publike, čemu u prilog svjedoči i činjenica kako se njihov album prvijenac u samo mjesec dana prodao u više od 2000 primjeraka. S obzirom na to da ih je široka publika odlično prihvatila, a i kritičari ih gotovo jednoglasno hvale, očito je što se radi o rijetkom slučaju na hrvatskoj glazbenoj sceni.
U ožujku 2003. godine u studiju Morris im se pridružuje newyorški reper Afu-Ra, koji Dooksu uzvraća suradnju, pa se tako Afu-Ra pojavljuje u pjesmi "Radio Fanfara", naslovnoj pjesmi s novog albuma. Osim Afua, na pjesmi su sudjelovali i Sammy Deluxe iz Njemačke, te Busta Flex iz Pariza čime ova pjesma postaje prava oda međunarodnoj suradnji jer je odrepana na čak 3 jezika. Još jedna pjesma na albumu diči se međunarodnom notom a to je "Socialized" u kojoj se pojavljuje Patrick Vincent.
Njihovi hip hoperski korijeni su neupitni, ali Bolesnici su odavno izašli iz "zadanih", nepisanih hip hop okvira. Osobenjaci u svakom smislu uspjeli su se nametnuti vlastitim stilom, genijalnim idejama i odličnom produkcijom.
"Bolesnici" su na Porinu 2004. godine s albumom Radio Fanfara bili nominirani u kategoriji Najbolji album urbane klupske glazbe, a na dodjeli godišnje glazbene klupske nagrade Zlatna Koogla i također su imali svoje nominacije.
Nakon 7 godina diskografske stanke, vratili su se ozbiljniji, ali jednako atraktivni i "svoji". Album Veliki umovi 21. stoljeća, koji je 25. svibnja 2010. izašao u prodaju, su svi s nestrpljenjem očekivali.
U intervjuu za Radio 101, 7 godina od izdanja njihovog zadnjeg albuma, član grupe Bizzo potvrdio je da je u izradi novi album koji će biti "nasljednik" njihovog uspješnog albuma Radio Fanfara. U albumu se mogu očekivati nove pjesme uz nastavak prića o popularnim likovima iz prijašnjih pjesama. 

## Diskografija
- 2000. - Lovci na šubare
- 2003. - Radio Fanfara
- 2010. - Veliki umovi 21. stoljeća
- 2017/18 - u izradi